# Chlorotalpa sclateri
Chlorotalpa sclateri là một loài động vật có vú trong họ Chrysochloridae, bộ Afrosoricida. Loài này được Broom mô tả năm 1907.